# Får i storstan
Får i storstan (Sheep in the Big City) är en animerad TV-serie, skapad av Mo Willems. Serien hade premiär på Cartoon Network år 2000. Serien innehåller 26 avsnitt indelade i 2 säsonger. 
Serien handlar om ett får som bor i en fiktiv storstad efter att ha rymt från en bondgård där det i dess närhet finns en hemlig militärorganisation. I den militärorganisationen finns en general som har just valt ut det fåret för att använda den som drivmedel i en laserpistol.